# Świątynia Brahmy w Puszkarze
Świątynia Brahmy w Puszkar (hindi जगत्-पिता ब्रह्मा मंदिर, ang. Jagatpita Brahma Mandir) – świątynia hinduistyczna w miejscowości Puszkar w stanie Radżastan w Indiach.

## Historia
Chociaż obecna budowla pochodzi z XIV wieku, to początki świątyni w tym miejscu sięgają przypuszczalnie VI wieku p.n.e. Zbudowano ją w pobliżu świętego jeziora, z którym wiąże się mit o Brahmie. Świątynia jest zbudowana głównie z marmuru i kamiennych bloków. Zwieńczona jest pomalowaną na czerwono wieżą (śikhara).

## Patron
Głównym bóstwem obiektu jest hinduistyczny bóg stwórca – Brahma.
Jest to główna i jedna z zaledwie kilku w Indiach świątyń boga Brahmy i jedna z niewielu takich świątyń na świecie.

## Obiekty kultu
Wewnątrz są otaczane kultem posągi Brahmy i jego drugiej żony Gajatri.
Kapłanami są wyłącznie asceci (sannjasini).
Świątynia jest celem licznych pielgrzymek.

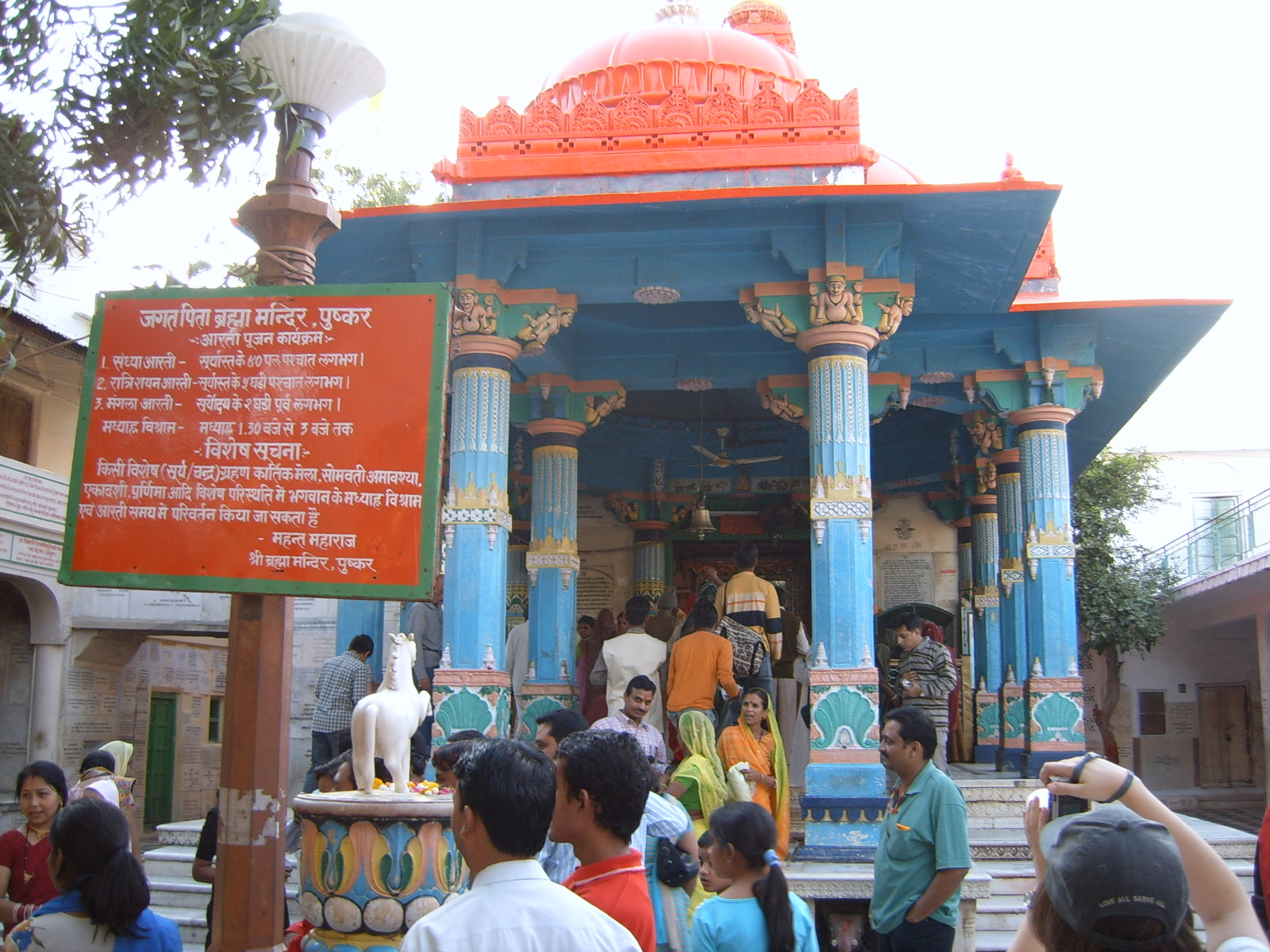
Wejście do świątyni Brahmy w Puszkar